# Asama-helgedom
Asama-helgedom (浅間神社 Asama Jinja, Sengen Jinja?) är en typ av shinto-helgedom i Japan centrerad kring dyrkan av vulkaners gudar i allmänhet, och berget Fuji i synnerhet. 

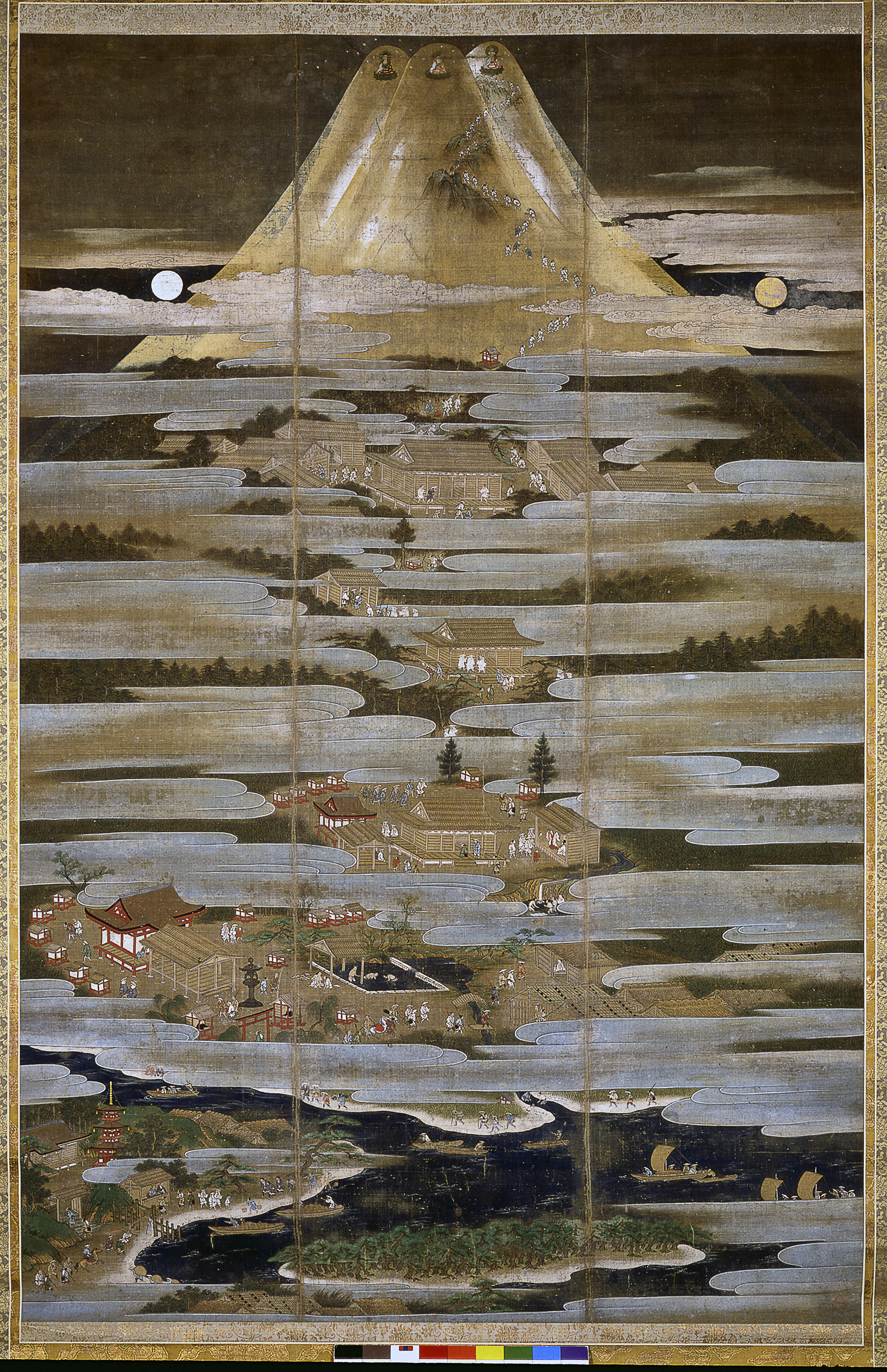
Fuji Mandara från Fujisan Hongu sengen Jinja.

Enligt Jinja Honcho finns det cirka 1300 Asama-helgedomar i landet, främst i prefekturerna Shizuoka och Yamanashi, men även i mindre utsträckning inom prefekturerna i Kanto-regionen och Aichi. Nästan alla Asama-helgedomar ligger med utsikt över berget Fuji. På platser där detta inte är möjligt, på grund av avstånd eller hinder, är en miniatyrkopia av berget Fuji, kallat Fujizuka (富士塚) och tillverkat av stenblock från berget, ofta uppbyggd inom helgedomens område. Huvudhelgedomen är Fujisan Hongū sengen taisha som ligger i Fujinomiya, Shizuoka. 

## Shintotron
Den primära Kami som tillbeds vid Asama-helgedomarna är Konohanasakuyahime, ibland i kombination med hennes far, Ōyamatsumi-no-Mikoto och/eller hennes syster Iwanaga-hime. Konohanasakuya-hime finns med både i Kojiki och Nihonshoki och verkar ha ursprungligen förknippats med skydd mot eld, enligt de berättelser som förekommer i båda krönikorna. Det finns dock ingen specifik hänvisning som förklarar hur hon kom att förknippas med berget Fuji någon gång under Muromachi eller Edoperioden.  . 

## Historia
Härledningen av ordet "Asama" är föremål för stor osäkerhet och debatt, men den ursprungliga betydelsen av ordet verkar vara förknippad med vulkaner, berg med vulkanutbrott och förekomsten av vattensamlingar vid foten av dessa berg. Kulturer med bergsbaserad dyrkan centrerad på berget Asama (浅間山, Asama-san) i Niigata och Asama (朝熊山, Asama-san) i Mie verkar vara samtida med bergskulten centrerad på berget Fuji, enligt hänvisningar i Man'yōshū . Dyrkan av berget Fuji, Japans högsta och mest berömda vulkan, kom dock att dominera. Fuji har haft arton vulkanutbrott under den kända historien. För att lugna berget så tilldelades det hovlig rang vid det kejserliga hovet. Fuji vördades som sengen Okami under början av Heian-perioden.
Enligt helgedomstraditionen från Fujisan Hongū sengen Taisha, Sakanoue no Tamuramaro flyttade Sakanoue den befintliga helgedomen från sluttningarna av berget Fuji till låglandet under kejsar Suinin.  Traditioner finns också som associerar berget Fuji med odödlighetssökande magiker och attribuerar En no Gyōjas legendariska mystiska krafter med hans träning på berget.
Från Heian perioden, kombinerades dyrkan av vulkanen Kami som givare av vatten med Shingon esoteriska buddhisen och med utövande av Shugendō. Yamabushi Matsudai Shōnin sägs ha bestigit berget Fuji flera hundra gånger och byggt ett tempel, med den pensionerade kejsaren Toba som hans beskyddare. 
Pilgrimsfärder för att bestiga Fuji ökade i popularitet under Muromachi-perioden, och Mandala producerades både som souvenirer och för att sprida kulten. Sådana mandala avbildade oftast pilgrimer som landar på Miho no Matsubara, och de olika etapperna i bestigningen av Fuji. Toppen av berget avbildas med tre toppar med olika Buddhas och Bosatsu svävande ovanför.  Under Edoperioden blev Fuji-ko (ett religiöst brödraskapssystem) oerhört populärt i Kantoregionen, med magisk-religiös praxis med talismaner för att skydda anhängare från sjukdom och katastrof, trots myndigheternas ansträngningar för att motverka det. 
Efter Meijirestaurationen blev det en tillbakagång av Fuji-kulten, och Fuji-ko-grupperna ingår numera i olika av Shinto-organisationens sekter.

## Relaterade helgedomar
- Ichinomiya sengen  (一宫浅间神社) i Fuefuki, Yamanashi prefektur
- Omuro sengen  (小室浅间神社) i Fujiyoshida, Yamanashi prefektur
- Kitaguchi Hongū Fuji sengen  (北口本宫冨士浅间神社) i Fujiyoshida, Yamanashi prefektur
- Fujiomuro sengen  (冨士御室浅间神社) i Fujikawaguchiko, Yamanashi prefektur
- Shizuoka sengen  (静冈浅间神社) i Aoi-ku, Shizuoka, Shizuoka prefektur
- Fujirokusho sengen  (富知六所浅间神社) i Fuji, Shizuoka prefektur